# Palaeoboganium
Palaeoboganium – wymarły rodzaj chrząszczy z rodziny Boganiidae i podrodziny Paracucujinae. Jego jedynym znanym gatunkiem jest Palaeoboganium jurassicum. Żył w jurze środkowej na terenie współczesnych Chin. Prawdopodobnie był symbiontem sagowców.

## Taksonomia
|  | Boganium     |
|  |              |
|  | Afroboganium |
|  |              |

|  | Athertonium |
|  |             |
|  | Dzumacium   |
|  |             |

|  | Paleoboganium                                               |
|  |                                                             |
|  | \| \| Metacucujus \| \| \| \| \| \| Paracucujus \| \| \| \| |
|  |                                                             |
|  | Metacucujus                                                 |
|  |                                                             |
|  | Paracucujus                                                 |
|  |                                                             |

|  | Metacucujus |
|  |             |
|  | Paracucujus |
|  |             |

|  | Athertonium |
|  |             |
|  | Dzumacium   |
|  |             |

|  | Paleoboganium                                               |
|  |                                                             |
|  | \| \| Metacucujus \| \| \| \| \| \| Paracucujus \| \| \| \| |
|  |                                                             |
|  | Metacucujus                                                 |
|  |                                                             |
|  | Paracucujus                                                 |
|  |                                                             |

|  | Metacucujus |
|  |             |
|  | Paracucujus |
|  |             |

|  | Boganium     |
|  |              |
|  | Afroboganium |
|  |              |

|  | Athertonium |
|  |             |
|  | Dzumacium   |
|  |             |

|  | Paleoboganium                                               |
|  |                                                             |
|  | \| \| Metacucujus \| \| \| \| \| \| Paracucujus \| \| \| \| |
|  |                                                             |
|  | Metacucujus                                                 |
|  |                                                             |
|  | Paracucujus                                                 |
|  |                                                             |

|  | Metacucujus |
|  |             |
|  | Paracucujus |
|  |             |

|  | Athertonium |
|  |             |
|  | Dzumacium   |
|  |             |

|  | Paleoboganium                                               |
|  |                                                             |
|  | \| \| Metacucujus \| \| \| \| \| \| Paracucujus \| \| \| \| |
|  |                                                             |
|  | Metacucujus                                                 |
|  |                                                             |
|  | Paracucujus                                                 |
|  |                                                             |

|  | Metacucujus |
|  |             |
|  | Paracucujus |
|  |             |

Rodzaj i jego gatunek typowy opisali po raz pierwszy Liu Zhenhua, Adam Ślipiński, John F. Lawrence, Ren Dong i Pang Hong w 2017 roku na łamach Journal of Systematic Palaeontology. Opisu dokonano na podstawie dobrze zachowanego odcisku pojedynczego okazu, znalezionego w skałach Formacji Jiulongshan w miejscowości Daohugou, w gminie miejskiej Shantou, w powiecie Ningcheng, w chińskiej Mongolii Wewnętrznej. Skamieniałości tej formacji datuje się na kelowej i oksford, jednak twórcy rodzaju ograniczyli się do wskazania jury środkowej jako okresu pochodzenia Palaeoboganium. Holotyp zdeponowano na Beijing Shifan Daxue.
Morfologiczna analiza filogenetyczna przeprowadzona przez Liu i współpracowników z 2017 roku umieszcza Palaeoboganium jako grupę siostrzaną kladu obejmującego rodzaje Metacucujus i Paracucujus. Rodzaje te są jedynymi współczesnymi przedstawicielami plemienia Paracucujini. W 2018 roku opublikowano opis kredowego Cretoparacucujus wraz z analizą filogenetyczną umieszczającą go wśród Paracucujini. Analiza ta jednak nie uwzględniła Palaeoboganium.

## Morfologia
Chrząszcz ten miał szeroko-owalne ciało o długości 10,8 mm i szerokości 5,5 mm, 1,9 razy dłuższym niż szerokim. Wymiary jego były znacznie większe niż współczesnych krewniaków. Największy współczesny przedstawiciel rodziny osiąga 3,8 mm długości i należy do rodzaju Metacucujus.
Prognatyczna głowa była duża i poprzeczna, jej długość wynosiła tylko 0,7 jej szerokości i była niewiele większa od długości przedplecza. Oczy złożone były lekko wyłupiaste i zbudowane z drobnych omatidiów. Tuż przed oczami osadzone były czułki zbudowane z jedenastu członów, z których trzy ostatnie formowały słabo wyodrębnioną buławkę. Nie występowały rowki podczułkowe. Charakterystyczny był silnie łukowaty szew czołowo-nadustkowy. Wydłużony nadustek miał lekkie przewężenie u nasady i zaokrągloną krawędź przednią. Krótka warga górna była od zewnątrz niewidoczna. Żuwaczki były silnie łukowato zakrzywione i miały ostre, jednozębne wierzchołki. Na grzbietowej powierzchni nasadowej części żuwaczki występował guzek wchodzący w wykrojenie na boku nadustka. Głaszczki szczękowe były smukłe, trójczłonowe. Krótkie szwy gularne zbiegały się ku przodowi. Tył głowy pozbawiony był zwężenia.
Przedtułów był silnie poprzeczny, jego długość wynosiła zaledwie 0,35 jego szerokości. Krawędzie przednia i tylna przedplecza były prawie proste, a krawędzie boczne łukowate. Na powierzchni przedplecza występowały bezładnie rozmieszczone guzki małych rozmiarów. Tarczka miała zarys pięciokątny. Najszersze pośrodku pokrywy miały po 11–12 rzędów delikatnych punktów na powierzchni. Przedpiersie miało wąski, nierozszerzony u szczytu wyrostek. Panewki bioder przedniej pary były poprzeczne i od zewnątrz otwarte, zaś panewki bioder środkowych lekko owalne, bocznie otwarte i rozstawione na odległość równą 0,3 do 0,4 ich średnicy. Krętarzyki przednich i środkowych bioder były odsłonięte. Biodra tylne były spłaszczone i silnie poprzeczne, wąsko rozstawione.
Odwłok był niemal tak długi jak śródtułów i zatułów razem wzięte. Na jego spodzie widocznych było pięć ruchomo zestawionych sternitów (wentrytów) o mniej więcej równych długościach. Pierwszy z nich przedłużał się ku przodowi w wąski i spiczasto zwieńczony wyrostek międzybiodrowy.

## Paleoekologia
Skały okolic Daohugou należące do Formacji Jiulongshan i położonej pod nią Formacji Tiaojishan dostarczają olbrzymiej liczby skamieniałości organizmów mezozoicznych, określanych mianem bioty z Daohugou. Florę reprezentują widłaki, skrzypy, paprocie, iglaste, miłorzębowe i sagowce. Faunę reprezentują m.in. liczne owady, płazy ogoniaste, dinozaury i ssaki.
Pozycja filogenetyczna Palaeoboganium jako najbliższego krewniaka współczesnych Paracucujini wskazuje, że mógł on być zapylaczem mezozoicznych sagowców. Rodzaje Metacucujus i Paracucujus wyspecjalizowane są w żerowaniu na szyszkowatych strobilach sagowców z plemienia Encephalarteae w rodzinie zamiowatych. Sagowce są licznie reprezentowane we florze jurajskiej, a ziarna ich pyłku znane są z tych samych depozytów co Palaeoboganium. Okaz zaliczonego do Paracucujini Cretoparacucujus znaleziony został w bursztynie birmańskim w jednej inkluzji z licznymi agregacjami ziaren pyłku Cycadopites, przypominającymi ziarna współczesnych owadopylnych zamiowatych z plemienia Encephalarteae. Odkrycia Palaeoboganium i Cretoparacucujus wskazują na pojawienie się mutualistycznej zależności między Boganiidae i Encephalarteae jeszcze przed rozpadem Gondwany, przypuszczalnie we wczesnej lub środkowej jurze. Dowodzą również znacznie większej różnorodności i szerszego zasięgu geograficznego rodziny w mezozoiku niż obecnie.